# Nilssonia nigricans
Nilssonia nigricans (engelsk: black softshell turtle) er en art af ferskvandskildpadder fundet i Indien (Assam) og Bangladesh (Chittagong). Det blev længe ment at der var tale om indavlede individer af engelsk: Ganges softshell turtle (A. gangeticus eller N. gangeticus) eller engelsk: Indian peacock softshell turtle  (A. hurum eller N. hurum), men der er tale om en nærslægtning af sidstnævnte, det er en særskilt art.

## Baggrund
Oprindeligt indfødte til Brahmaputra-floden, den eneste population nogensinde pålideligt kendt består af 150-300 skildpadder i en menneskeskabt sø, der er en del af Sultan Bayazid Bastami (også translitereret "Bostami" eller "Bustami") helligdom ved Chittagong, hvor de er afhængige af mennesker for at overleve. Af de lokale og tilbedere, bliver black softshell turtle kaldet mazari ("Mazar indbygger"); dyr fra denne helligdom blev anvendt i den første videnskabelig beskrivelse.
I 2002 klassificeret IUCN arten som uddøde i vild tilstand. Men det har siden vist sig, at i Assam er der mindst én vild bestand som stadig eksisterer, i Jia Bhoroli floden, som er en nordlig biflod til Brahmaputra. Desuden blev en population af disse skildpadder identificeret i Kasopukhuri dam på Nilachal Hill, ved siden af Kamakhya Temple i Guwahati i Assam.